# Софілканич Василь Ілліч
Софілканич Василь Ілліч (1931, село Лецовиця, Мукачівський район) — український педагог. Голова Мукачівської міської організації Всеукраїнського товариства «Просвіта» імені Тараса Шевченка.

## Життєпис
Народився 1931 року в селі Лецовиця Мукачівського району в багатодітній селянській родині.

## Освіта
Після закінчення середньої школи і проходження спеціальних педагогічних курсів одержав призначення на посаду вчителя української мови та старшого піонер-вожатого у Станівську семирічну школу, де працював до вступу в Ужгородський державний університет. Закінчивши стаціонарно філологічний факультет, був направлений на роботу в Дусинську середню школу Свалявського району, де працював вчителем української і російської мови та літератури у старших класах та заступником директора з навчально-виховної роботи.

## Трудова діяльність
У 1957 році був переведений у Великолучківську середню школу Мукачівського району, де працював учителем, редагував колгоспну багатотиражку «Колгоспні вісті». З 1969 по 1975 роки очолював Великолучківську середню школу. Понад 10 років керував районним методичним об'єднанням вчителів української мови і літератури, працював районним, обласним методистом, інспектором на громадських засадах. За педагогічну роботу, активну громадсько-політичну діяльність багато разів нагороджувався грамотами облвно, облпрофради та інших державних органів.
У липні 1975 року переїхав на постійне місце проживання в Мукачево. Працював викладачем Мукачівського СПТУ № 7 і 10 років поспіль за сумісництвом — начальником піонертабору «Виноградар» обкому профспілки харчової промисловості, а потім — сільського господарства.
Василь Софілканич був ініціатором створення Товариства української мови ім. Т. Г. Шевченка, відродження «Просвіти» в Мукачеві, яку очолює вже 20 років.

## Нагороди
Учасник Великої Вітчизняної війни, нагороджений медаллю «60 років Перемоги у Великій Вітчизняній війні».
За багаторічну сумлінну працю, активну участь в громадському житті міста удостоєний звання «Відмінник освіти України», нагороджений медаллю «Ветеран праці», багатьма грамотами обласної та міської рад, облвно, облпрофради, ЦВК.
31 травня 2007 року удостоєний звання «Почесний громадянин м. Мукачева».
Указом Президента України № 336/2016 від 19 серпня 2016 року нагороджений ювілейною медаллю «25 років незалежності України».